# 百万葵园

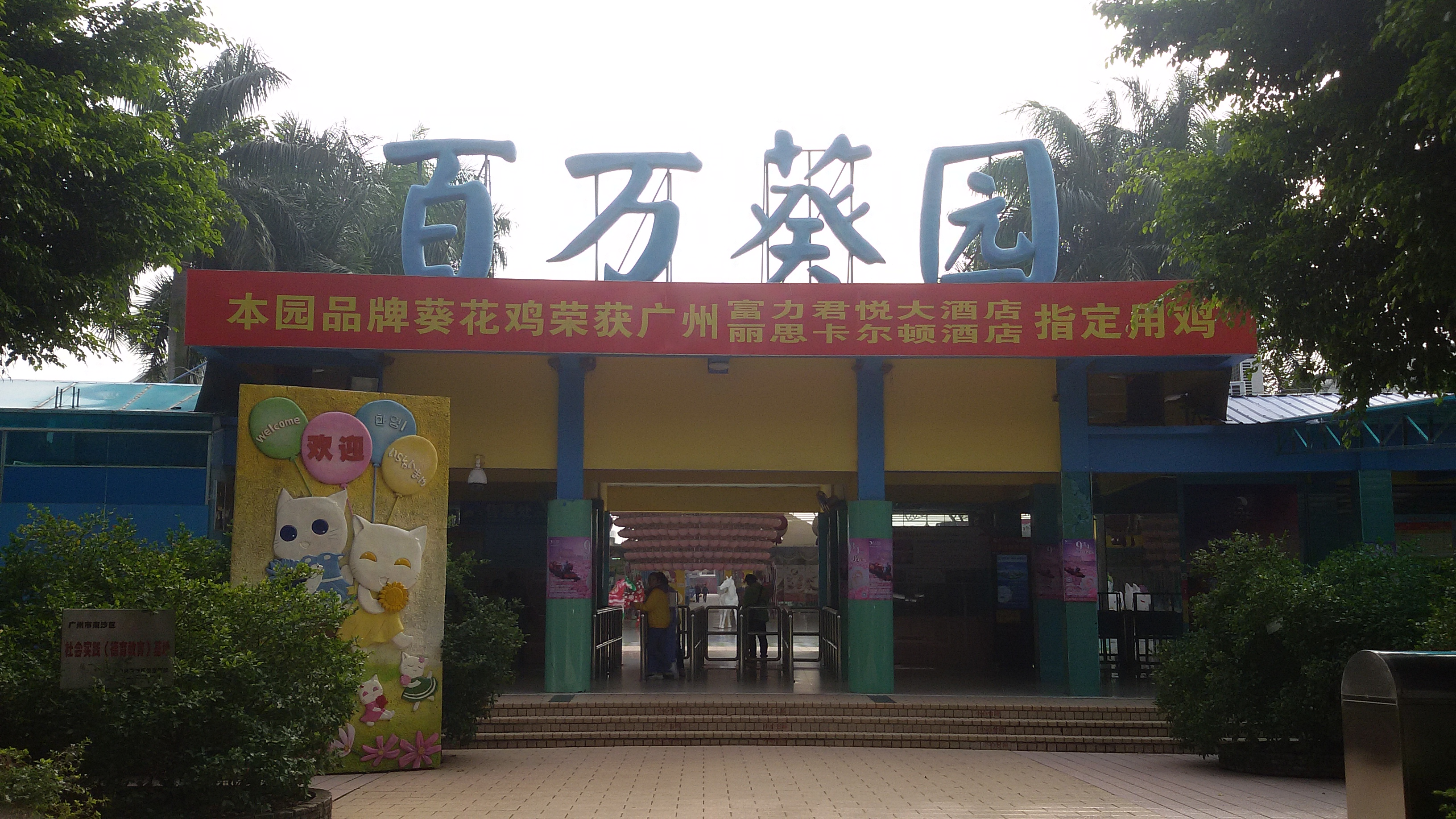
公园正门

百万葵园（Sunflower Garden），位于广州市南沙区万顷沙镇十五涌，于2002年4月开园，是一个以种植葵花为特色的观赏景点，之后发展为集旅游、餐饮、娱乐、休闲于一体的大型主题公园。规划用地4,000亩，内有各种以“花”为主题的景点，并建有花之恋城堡酒店等主题酒店和7栋别具特色的别墅等特色住宿设施，并且拥有“占地面积约2.3万平方米、鸡舍建筑面积约1万平方米的葵花鸡养殖基地”，以园区内饲养的“葵花鸡”闻名。
百万葵园由前广州市第二十一中学教师、后转型经商创业的谭伟兴（“谭老师”）于2002年创办。2019年4月，百万葵园的投资人由谭伟兴变更为灿熙股权投资基金管理（上海）有限公司。2024年8月27日，百万葵园官方公众号宣布闭园，称要进行全面升级改造。一日后，万顷沙镇农业农村技术服务中心发布投资风险提示，不点名指出百万葵园运营方长期拖欠租金。据报道，由于谭伟兴运营理念不当，花费大量资金建立酒店，导致消耗掉创园时积累下来的资本，在网红景点风潮过后，即使推出其他新的开发项目也难以为继；经历多次项目易手后，运营资金链断裂，工作人员已经9个月没发工资；并且部分员工散伙后，在谭伟兴的支援下另外运营新的“葵花鸡”品牌。
百万葵园曾于2014年获批准成为国家4A级旅游景区；2024年宣布闭园改造后，随即被广东省文旅厅以严重不达标为由，取消景区质量等级。